# Lucia Galeazzi Galvani
Lucia Galeazzi, född 3 juni 1743 i Bologna, död 30 juni 1790, var en italiensk forskare. 
Hon var dotter till anatomen Domenico Gusmano och Paola Mini och gifte sig 1762 med läkaren Luigi Galvani. Paret bodde i hennes föräldrahem på faderns begäran fram till 1772. År 1772 flyttade paret till en egen bostad, där maken började undersöka djuranatomins reflexer och elektriska impulser och konstruera maskiner. Lucia Galeazzi fungerade som makens laboratorieassistent och arbetade också tillsammans med Antonio Muzzi. Från 1775 var maken även professor i anatomi praxis vid universitetet i Bologna, och i vetenskapen om obstetrik vid Institutet sedan 1782, vid sidan av arbetet som kirurg och förlossningsläkare; Galeazzi fungerade också här som makens medarbetare och assistent. Hon fick också granska och korrigera makens texter. Hon led av dåliga luftrör och avled i astma och feber.